# Jinsoul
Jeong Jin-sol (hangul: 정진솔; nascida em 13 de junho de 1997), mais conhecida por seu nome artístico JinSoul (hangul: 진솔), é uma cantora e rapper sul-coreana. Ela é popularmente conhecida por ser integrante do grupo feminino LOOΠΔ e da subunidade LOOΠΔ / ODD EYE CIRCLE. Atualmente é membro do grupo ARTMS.

## Carreira e início de vida
Jin-sol nasceu em 13 de junho de 1997 em Seul, Coreia do Sul. Após várias audições em diferentes empresas coreanas de entretenimento, foi descoberta por sua antiga empresa, Blockberry Creative, através de seu Instagram. 
A sua primeira aparição no projeto de estreia do LOONA foi na gravação de Everyday I Need You, b-side do single ViVi, em 17 de abril de 2017.
Jinsoul revelada como a sétima membro de LOOΠΔ em 13 de junho, tendo seu single homônimo, Jinsoul, acompanhado da faixa Singing in the Rain, lançados em 26 de junho. Em seu grupo, o animal que a representa é um peixe betta e sua cor oficial é azul.
Jinsoul participou da gravação de Puzzle, b-side do single Choerry, em 28 de julho daquele ano.
A sub-unidade LOOΠΔ / ODD EYE CIRCLE, composta de Kim Lip, Jinsoul e Choerry, foi revelada por uma série de imagens promocionais a partir de 30 de agosto, estreando com o extended play Mix&Match em 21 de setembro. A reedição do álbum intitulada Max&Match, foi lançada em 31 de outubro daquele ano.
A formação completa de seu grupo, LOOΠΔ, estreou em agosto de 2018 com o lançamento do EP [+ +].
Jinsoul saiu da Blockberry Creative após um longo processo judicial em 13 de janeiro de 2023, e em 17 de março, ela assinou um contrato de agenciamento com a MODHAUS. Atualmente faz parte do girl group ARTMS.